# Gaza 1956. En marge de l'Histoire
Gaza 1956. En marge de l'histoire (Footnotes in Gaza) est une bande dessinée documentaire de l'Américain Joe Sacco. Elle narre le massacre de Palestiniens à Khan Younès et Rafah en 1956. Cet album en noir et blanc, comportant 386 planches, se construit comme un reportage. Publié aux États-Unis en 2009, ce récit est paru en français en 2010 chez l'éditeur Futuropolis. L'œuvre a attiré des critiques très positives.

## Synopsis
En octobre 1956, lorsque l'Égypte est attaquée par la France, le Royaume-Uni et Israël, Tsahal mène une offensive terrestre dans la bande de Gaza. Un rapport de l'ONU mentionne que le 3 novembre, 275 Palestiniens sont tués dans la ville de Khan Younis. « Gaza 1956 est une somme de plus de 400 pages qui mêle la reconstitution de deux massacres perpétrés par l'armée israélienne en 1956 et des scènes de la vie dans la bande de Gaza, en 2002 et 2003, pendant l'enquête menée sur place par l'auteur ». L'ouvrage présente un schéma narratif croisant passé et présent : d'une part, la situation dans la Bande de Gaza en 2002-2003 et l'enquête pour trouver des témoins ; d'autre part, le récit des témoins sur la situation en 1956 et la mise en scène de leurs explications. L'auteur a interrogé des Palestiniens ainsi que des militaires et des historiens israéliens.

## Personnages
- Khaled : combattant affilié au Fatah et recherché par Tsahal, il « porte sur le quotidien un regard sans issue »[1].

## Genèse de l'œuvre

### Joe Sacco
Joe Sacco naît à Malte en 1960. Il effectue un cursus en journalisme à l'université de l'Oregon (États-Unis). Néanmoins, il décide de se tourner vers la bande dessinée dans les années 1980 et ses dessins paraissent dans des magazines, puis un éditeur accepte de publier ses recueils entre 1988 et 1992 : Fantagraphic Books. L'édition française de son premier ouvrage est Journal d'un défaitiste.
L'auteur a précédemment publié un autre reportage sur les Palestiniens des territoires occupés avec Palestine en 1993. Gaza 1956 représente une rupture avec le regard « naïf et désinvolte » de cet ouvrage antérieur.

### Gaza 1956
En 2001, l'auteur mène un reportage pour le magazine Harper's et se souvient alors avoir vu une note en bas de page (« footnote » : le titre original de l'ouvrage est : Footnotes in Gaza) dans un rapport de l'ONU sur le massacre de 275 Palestiniens à Khan Younès et Rafah par l'armée israélienne en novembre 1956. L'auteur entreprend de recueillir les récits de témoins et victimes de ce massacre. Cette bande dessinée a réclamé six années de travail. En avant-propos, l'auteur indique : « Pour moi, l'histoire des meurtres de Khan Younis avait quelque chose d'essentiel, et elle ne devait pas retomber dans l'oubli, explique-t-il dans son avant-propos. Ces tragédies contiennent souvent les graines du chagrin et de la colère qui façonnent les événements du présent ».

## Publication

### En langue originale (anglais américain)
(en) Joe Sacco, Footnotes in Gaza : A Graphic Novel, États-Unis, Jonathan Cape, 2009, 418 p. (ISBN 978-0-8050-7347-8 et 0-8050-7347-7)

### En français
Joe Sacco (trad. de l'anglais par Sidonie Van Der Dries), Gaza 1956. En marge de l'histoire, France, Futuropolis, 2010, 424 p. (ISBN 978-2-7548-0252-9)

## Analyse du style
L'auteur est influencé par le style de la bande dessinée alternative de Robert Crumb : « dessin en noir et blanc expressionniste ». Joe Sacco construit ses récits sur le genre autobiographique.
Selon Les Inrockuptibles, l'auteur emploie un « dessin sobre et précis ». Dans L'Express, la rédaction de Lire décrit le style comme faisant preuve d'« une méticulosité dure, à la limite de la caricature ».

## Accueil critique et postérité

### En France
D'après Encyclopædia Universalis, cet ouvrage a été « unanimement salué par la critique comme l'une des œuvres incontournables de l'année ». La revue Lire a nommé l'œuvre « Bande dessinée de l'année 2010 ». La radio France Info lui décerne le Prix France Info 2011 de la meilleure BD d'actualité. Au Festival international de la bande dessinée d'Angoulême, le jury décerne à l'album le fauve des Regards sur le monde. Dans Le Monde des livres en 2010, la bande dessinée est décrite comme « une oeuvre forte et audacieuse ».
En 2012, Denis Villeneuve envisage l'adaptation du récit au cinéma dans un film d'animation,.

### Exposition
En 2012 se tient à Angoulême une exposition intitulée la Palestine dans la bande dessinée à la Maison des peuples et de la paix où sont exposées des planches de Gaza 1956.